# Wereldkampioenschap voetbal 2018 (Groep H) Polen - Colombia
Dit artikel gaat over de wedstrijd in de groepsfase in groep H tussen Polen en Colombia die gespeeld werd op zondag 24 juni 2018 tijdens het wereldkampioenschap voetbal 2018. Het duel was de 32e wedstrijd van het toernooi.

## Voorafgaand aan de wedstrijd
- Polen stond bij aanvang van het toernooi op de achtste plaats van de FIFA-wereldranglijst.[1]
- Colombia stond bij aanvang van het toernooi op de 16e plaats van de FIFA-wereldranglijst.[2]
- De confrontatie tussen de nationale elftallen van Polen en Colombia vond vijf maal eerder plaats.[3]
- Het duel vond plaats in het Kazan Arena in Kazan. Dit stadion werd in 2013 geopend en heeft een capaciteit van 45.105.

## Wedstrijdgegevens[4]
| Datum                | 24 juni 2018                                                                               | 24 juni 2018                                                                               |
| Wedstrijdnummer      | 32                                                                                         | 32                                                                                         |
| Stadion              | Kazan Arena, Kazan                                                                         | Kazan Arena, Kazan                                                                         |
| Toeschouwers         | 42.873                                                                                     | 42.873                                                                                     |
| Scheidsrechter       | Cesar Ramos                                                                                | Cesar Ramos                                                                                |
| Assistenten          | Marvin Torrentera Miguel Hernandez                                                         | Marvin Torrentera Miguel Hernandez                                                         |
| Vierde official      | Julio Bascuñán                                                                             | Julio Bascuñán                                                                             |
| Videoscheidsrechters | Mauro Vigliano Roberto Diaz (assistent) Gery Vargas (assistent) Daniele Orsato (assistent) | Mauro Vigliano Roberto Diaz (assistent) Gery Vargas (assistent) Daniele Orsato (assistent) |
| Man van de wedstrijd | James Rodriguez                                                                            | James Rodriguez                                                                            |
|                      | Polen                                                                                      | Colombia                                                                                   |
| Doelpunten           | 0                                                                                          | 3                                                                                          |
| Gele kaarten         | 2                                                                                          | 0                                                                                          |
| Rode kaarten         | 0                                                                                          | 0                                                                                          |
| Wissels              | 3                                                                                          | 3                                                                                          |
| Schoten op doel      | 6                                                                                          | 8                                                                                          |
| Schoten naast doel   | 3                                                                                          | 5                                                                                          |
| Overtredingen        | 15                                                                                         | 10                                                                                         |
| Hoekschoppen         | 7                                                                                          | 5                                                                                          |
| Buitenspel           | 1                                                                                          | 1                                                                                          |
| Vrije trappen        | 11                                                                                         | 16                                                                                         |
| Balbezit (%)         | 45                                                                                         | 55                                                                                         |

| Polen | 0 – 3        | Colombia |
| | goals        | 40' Yerry Mina 70' Radamel Falcao 75' Juan Cuadrado |
| Adam Nawałka | bondscoach   | José Pékerman |
| Wojciech Szczęsny Michał Pazdan 80' Jan Bednarek Bartosz Bereszyński 72' Łukasz Piszczek Jacek Góralski Grzegorz Krychowiak Maciej Rybus Piotr Zieliński Robert Lewandowski Dawid Kownacki 57' | opstellingen | David Ospina Santiago Arias Wilmar Barrios Yerry Mina Johan Mojica Davinson Sánchez Abel Aguilar 32' James Rodríguez Juan Cuadrado Juan Quintero 73' Radamel Falcao 78' |
| Kamil Grosicki 57' Łukasz Teodorczyk 57' Kamil Glik 80' | wissels      | 32' Mateus Uribe 73' Jeffeson Lerma 78' Carlos Bacca |
| Jan Bednarek 61' Jacek Góralski 85' | gele kaarten | |
| | rode kaarten | |